# Paul Nizon

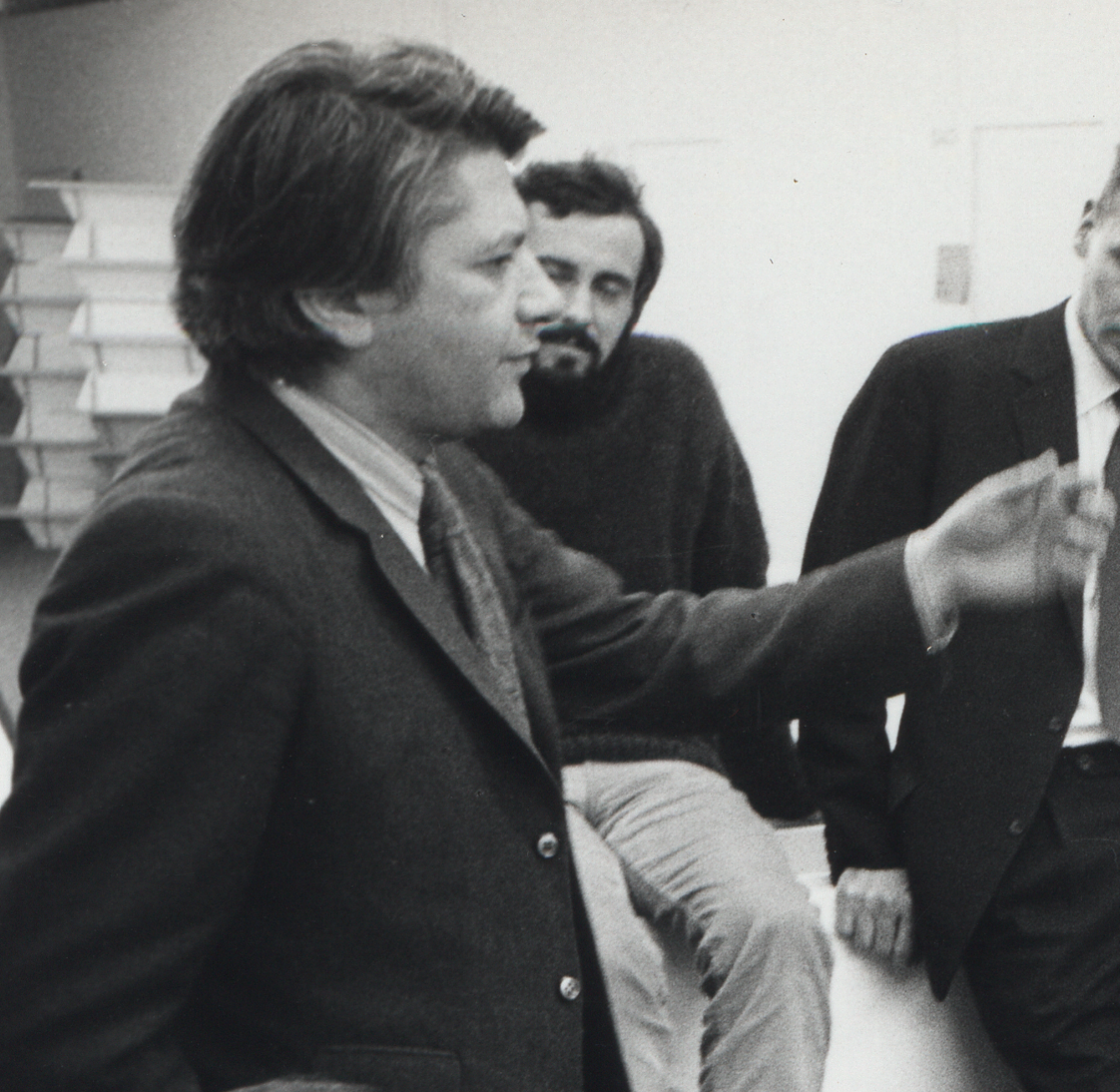
Paul Nizon 1969 in Zürich

Paul Nizon (* 19. Dezember 1929 in Bern) ist ein Schweizer Kunsthistoriker und Schriftsteller.

## Leben
Nizons Vater Max Nizon war ein Jude aus dem weissrussischen Wizebsk, der nach seiner Emigration in die Schweiz als Chemiker und Erfinder arbeitete. Vor der Geburt seines Sohnes konvertierte er zum evangelischen Glauben. Er starb 1942 an Multipler Sklerose. Nizons Mutter stammte aus Bern. Nach der Matura studierte er Kunstgeschichte, Klassische Archäologie und Germanistik an den Universitäten in Bern und München. 1957 wurde er mit einer Arbeit über Vincent van Gogh (Der frühe Zeichnungsstil. Untersuchung über die künstlerische Form und ihre Beziehung zur Psychologie und Weltanschauung des Künstlers) zum Dr. phil. promoviert. Anschliessend war er bis 1959 als wissenschaftlicher Assistent am Historischen Museum in Bern beschäftigt. 1960 hielt er sich als Stipendiat am Istituto Svizzero in Rom auf. Er hat dort Max Frisch kennengelernt, und es begann eine längere Freundschaft. 1961 war er leitender Kunstkritiker der Neuen Zürcher Zeitung. Er gab den prestigeträchtigen Posten für ein unsicheres Leben in der Literatur auf. Der dazugehörige Entscheidungsprozess findet sich literarisch gespiegelt in Untertauchen. Protokoll einer Reise (1972). Sein Werk ist «eine autobiografische Endlosschleife … durch Romane und Journale».
Seit 1962 ist Nizon, der in München und in Berlin lebte und seit 1977 in Paris, als freier Schriftsteller tätig. 1962 war er Gast der Gruppe 47 in Berlin. Dort lernte er Autoren wie Günter Grass, Martin Walser und Ingeborg Bachmann kennen und las aus seinem zweiten Buch, Canto, das 1963 erschien. Er hatte verschiedene Gastdozenturen inne, etwa 1984 an der Johann-Wolfgang-Goethe-Universität Frankfurt am Main und 1987 an der Washington University in St. Louis.
Paul Nizon war dreimal verheiratet: ab 1953 mit Brigitte Kaessler, ab 1973 mit Marianne Wydler und von 1980 bis 2003 mit Marie-Odile Roquet. Insgesamt hat er vier Kinder.
Paul Nizon gehört seit 1971 dem Verband Autorinnen und Autoren der Schweiz und seit 1980 dem Deutschschweizer P.E.N.-Zentrum an. Seit 2011 ist er Mitglied der Deutschen Akademie für Sprache und Dichtung in Darmstadt. Nizons Archiv befindet sich im Schweizerischen Literaturarchiv in Bern.

## Auszeichnungen und Ehrungen
- 1972: Conrad-Ferdinand-Meyer-Preis
- 1976: Literaturpreis der Stadt Bremen für den Roman Stolz
- 1982: Preis der Schweizerischen Schillerstiftung und Deutscher Kritikerpreis
- 1984: Literaturpreis der Stadt Bern
- 1988: «Chevalier» des französischen Ordre des Arts et des Lettres
- 1988: Preis des Senders France Culture für ausländische Literatur
- 1989: Torcello-Preis der Peter Suhrkamp-Stiftung
- 1990: Marie Luise Kaschnitz-Preis
- 1992: Kunstpreis für Literatur der Stadt Zürich
- 1993: Amt des Stadtschreibers von Bergen
- 1994: Grosser Literaturpreis des Kantons Bern
- 1996: Erich-Fried-Preis
- 2003: Buchpreis des Kantons Bern
- 2004: André-Gide-Preis für Die Erstausgaben der Gefühle und seine Übersetzerin Diane Meur in das Französische
- 2007: Kranichsteiner Literaturpreis des Deutschen Literaturfonds
- 2010: Österreichischer Staatspreis für Europäische Literatur
- 2012: Literaturpreis des Kantons Bern für das Journal Urkundenfälschung
- 2014: Grand Prix Literatur
- 2017: Gert-Jonke-Preis

## Werke

### Originalausgaben
- Bildteppiche und Antependien im Historischen Museum Bern (mit Michael Stettler). Bern 1959.
- Die gleitenden Plätze. Scherz, Bern und Stuttgart 1959.
  - Neuauflage, leicht überarbeitet: Suhrkamp, Frankfurt am Main 1990, ISBN 3-518-40221-8.
- Die Anfänge Vincent van Goghs, der Zeichnungsstil der holländischen Zeit. Diss. Bern 1960.
- Canto. Suhrkamp, Frankfurt am Main 1963.
  - aktuelle Ausgabe: Suhrkamp (Bibliothek Suhrkamp 1116), Frankfurt am Main 1993, ISBN 3-518-22116-7.
- Lebensfreude in Bildern großer Meister. Mondo, Lausanne 1969.
- Diskurs in der Enge. Aufsätze zur Schweizer Kunst. Kandelaber, Bern 1970.
- Friedrich Kuhn. Hungerkünstler und Palmenhändler. Verlag «Um die Ecke», Zürich 1970.
- Im Hause enden die Geschichten. Suhrkamp, Frankfurt am Main 1971, ISBN 3-518-03746-3.
- Swiss made. Portraits, Hommages, Curricula. Benziger, Zürich/Köln 1971.
- Untertauchen. Protokoll einer Reise. Suhrkamp, Frankfurt am Main 1972, ISBN 3-518-03747-1.
  - aktuelle Ausgabe: Suhrkamp (BS 1328), Frankfurt am Main 1999, ISBN 3-518-22328-3.
- Stolz. Roman. Suhrkamp, Frankfurt am Main 1975, ISBN 3-518-03748-X.
  - aktuelle Ausgabe: Suhrkamp (BS 617), 4. Auflage, Frankfurt am Main 2006, ISBN 3-518-01617-2.
- Das Jahr der Liebe. Roman. Suhrkamp, Frankfurt am Main 1981, ISBN 3-518-03744-7.
- Aber wo ist das Leben. Ein Lesebuch. Suhrkamp, Frankfurt am Main 1983, ISBN 3-518-04519-9.
- Am Schreiben gehen. Frankfurter Vorlesungen. Suhrkamp (edition suhrkamp 1328), Frankfurt am Main 1985, ISBN 3-518-11328-3.
- Im Bauch des Wals. Caprichos. Suhrkamp, Frankfurt am Main 1989, ISBN 3-518-40159-9.
- Über den Tag und durch die Jahre. Essays, Nachrichten, Depeschen. Suhrkamp, Frankfurt am Main 1991, ISBN 3-518-40389-3.
- Das Auge des Kuriers. Suhrkamp, Frankfurt am Main 1994, ISBN 3-518-40605-1.
- Die Innenseite des Mantels. Journal 1980–1989. Suhrkamp, Frankfurt am Main 1995, ISBN 3-518-40716-3.
- Hund. Beichte am Mittag. Roman. Suhrkamp, Frankfurt am Main 1998, ISBN 3-518-40997-2.
- Taubenfraß. Suhrkamp (st 3063), Frankfurt am Main 1999, ISBN 3-518-39563-7.
- Die Erstausgaben der Gefühle. Journal 1961–1972. Suhrkamp, Frankfurt am Main 2002, ISBN 3-518-41360-0.
- Abschied von Europa. Suhrkamp, Frankfurt am Main 2003, ISBN 3-518-41397-X.
- Das Drehbuch der Liebe. Journal 1973–1979. Suhrkamp, Frankfurt am Main 2004, ISBN 3-518-41639-1.
- Das Fell der Forelle. Roman. Suhrkamp, Frankfurt am Main 2005, ISBN 3-518-41711-8.
- Die Republik Nizon. Eine Biographie in Gesprächen. Geführt von Philippe Derivière. Edition Selene, Wien 2005, ISBN 3-85266-268-0.
- Die Zettel des Kuriers. Journal 1990–1999. Suhrkamp, Frankfurt am Main 2008, ISBN 978-3-518-41972-4.
- Goya. Essay. Insel Verlag, Berlin 2011, ISBN 978-3-458-19340-1.
- Urkundenfälschung. Journal 2000–2010.[10] Suhrkamp, Frankfurt am Main 2012, ISBN 978-3-518-42260-1.
- Die Belagerung der Welt. Romanjahre. Suhrkamp, Frankfurt am Main 2013, ISBN 978-3-518-42386-8.
- Parisiana. Matthes & Seitz, Berlin 2015, ISBN 978-3-95757-001-7.
- Der Nagel im Kopf. Journal 2011–2020. Herausgegeben und mit einem Nachwort von Wend Kässens. Suhrkamp, Berlin 2021, ISBN 978-3-518-42961-7.[11]

### Sammelausgaben
- Gesammelte Werke. 7 Bände. Suhrkamp, Frankfurt am Main 1999, ISBN 3-518-41083-0.
  - Band 1: Canto
  - Band 2: Im Hause enden die Geschichten
  - Band 3: Untertauchen
  - Band 4: Stolz
  - Band 5: Das Jahr der Liebe
  - Band 6: Im Bauch des Wals
  - Band 7: Hund
- Romane, Erzählungen, Journale. Suhrkamp (Quarto), Frankfurt am Main 2009, ISBN 978-3-518-42124-6.
- Die Belagerung der Welt – Romanjahre. Suhrkamp, Frankfurt am Main 2013, ISBN 978-3-518-42386-8.
- Pino Dietiker, Konrad Tobler (Hrsg.): Sehblitz – Almanach der modernen Kunst. Suhrkamp, Frankfurt am Main 2018, ISBN 978-3-518-46833-3.

### Herausgeberschaft
- Vincent van Gogh im Wort. Eine Auswahl aus seinen Briefen. Scherz, Bern 1959.
  - aktuelle Ausgabe als: Van Gogh in seinen Briefen. Insel (it 177), 12. Auflage, Frankfurt am Main 2002, ISBN 3-458-31877-1.
- Taschenbuch der Gruppe Olten (mit Dieter Fringeli und Erica Pedretti). Benziger, Zürich 1974.
- Hans Falk: Die Skizzenbücher, Zeichnungen, Objekte aus dem Woodstock-Hotel New York 1973–1979. ABC, Zürich 1979.
- Moehsnang. Haupt, Bern 1987.
- Moehsnang. Das Buch als Gesamtkunstwerk (mit Egbert Moehsnang). Stämpfli, Bern 2003, ISBN 3-7272-1085-0.